# Ochradenus socotranus
Ochradenus socotranus är en resedaväxtart som beskrevs av Anthony G. Miller. Ochradenus socotranus ingår i släktet Ochradenus och familjen resedaväxter. Inga underarter finns listade i Catalogue of Life.